# محافظة هيرماناس ميرابال
محافظة هيرماناس ميرابال (بالإسبانية: Provincia de Hermanas Mirabal)‏ هي محافظة في جمهورية الدومينيكان، بلغ عدد سكانها 121,887 نسمة وذلك حسب إحصائيات سنة 2014، عاصمتها سالسيدو، تبلغ مساحتها 427.4 كيلومتر مربع.